# Erdek
Erdek – miasto w Turcji, w prowincji Balıkesir. W 2011 roku liczyło 20 675 mieszkańców.

## Współpraca
Miejscowość partnerska:
- Heusden-Zolder, Belgia